# Musée Botero
Pour les articles homonymes, voir Botero.
Le Musée Botero est un musée d'art situé dans le quartier de La Candelaria, le centre historique et culturel de Bogota, en Colombie. Il contient une collection de nombreuses œuvres données à la Colombie par l'artiste Fernando Botero avec l'intention de diffuser les arts et la culture dans son pays natal. On y retrouve 123 créations de Botero lui-même et 85 œuvres d'autres artistes comme Max Beckmann, Pierre Bonnard, Marc Chagall, Salvador Dalí, Joan Miró, Pablo Picasso ou Auguste Renoir, parmi les plus célèbres,.

## Histoire du musée
Depuis la fin des années 1960, l'artiste colombien Fernando Botero était un collectionneur d'art réputé. D'abord de pièces précolombiennes, plus tard d'art colonial et plus récemment de dessin, de peinture et de sculpture moderne universelle. Jusqu'en 1999, toutes les collections de Botero étaient dispersées dans ses propriétés à New York, Paris, Montecarlo et Pietrasanta, ainsi qu'un dépôt dans une banque suisse à Bogotá,.
Depuis le milieu des années 1990, Botero avait exprimé son désir de faire don de toute sa collection d'art au Musée d'Antioquia de Medellín. Cependant, la lenteur de la prise de décision par les autorités d'Antioquia l'a amené à accepter la proposition du maire de Bogotá, Enrique Peñalosa, de faire don de sa collection à Bogotá,.
Bien que Peñalosa ait proposé de construire un nouveau musée pour abriter l'œuvre de l'artiste, Botero a préféré céder sa collection d'art privée, évaluée à plus de 200 millions de dollars, à la Banque de la République de Colombie à Bogotá, une institution avec une longue histoire de culture activités liées à la numismatique, à l'art et aux bibliothèques. Précisément, Botero avait exposé il y a plusieurs années la série "La Corrida" dans la bibliothèque Luis Ángel Arango, qui appartient au la Banque de la République de Colombie.
En 2000, la collection arrive en Colombie après une exposition à la Fondation Santander Central Hispano à Madrid (Espagne). Après avoir fait ce don à Bogotá, à la demande des autorités d'Antioquia, l'artiste a fait don d'un important ensemble de pièces de sa paternité au Musée d'Antioquia, en plus d'un ensemble de sculptures pour la Plaza Botero (devant ledit Musée). Bien que la majeure partie de la collection d'artistes internationaux ait été donnée par Botero à Bogotá, il a décidé de constituer un nouvel ensemble d'environ 21 pièces (de Matta, Lam, Stella, Rodin, entre autres), à donner au Musée d'Antioquia.

## La collection d'œuvres réalisées par Fernando Botero
La collection de 123 pièces comprend de nombreuses peintures à l'huile, dessins, pastels, sanguines et sculptures réalisées par Botero, en particulier au cours des dernières décennies d'activité. Sa première production (des décennies des années quarante, cinquante et soixante) n'est pas représentée. Des œuvres de ces périodes se trouvent dans l'exposition permanente du Musée national de Colombie, également à Bogotá.
Dans le cadre de la collection, il existe une version Boterian de La Joconde de Léonard de Vinci et une partie de la première série sur la violence en Colombie (Pablo Escobar, Tirofijo, Carrobomba, La masacre de Mejor Esquina, entre autres). La dernière série sur la violence en Colombie fait partie de la collection du Musée national de Colombie.

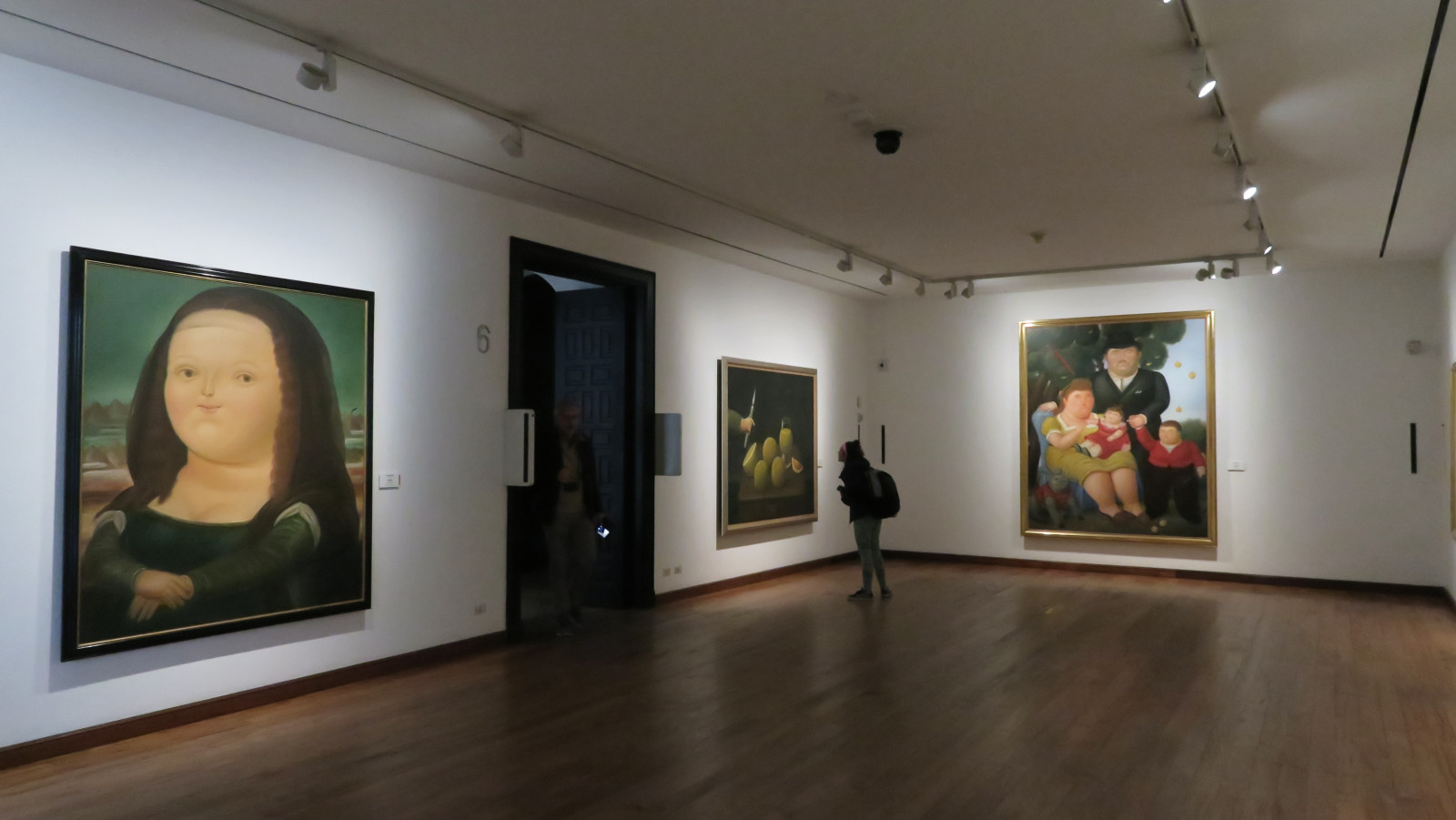
Une des salles du musée avec des peintures de Botero.

De même, au deuxième étage du musée se trouve une salle consacrée aux petites et moyennes sculptures en bronze et en marbre.

## Le Musée Botero dans le contexte latino-américain
La collection d'art moderne du Musée Botero est précieuse dans la sphère latino-américaine. Avec le Musée des Beaux-Arts de Buenos Aires, le Musée d'Art de São Paulo, le Musée d'Art contemporain de Caracas et le Musée d'Art contemporain de l'université de São Paulo, il constitue, en son genre, l'une des collections le plus important d'Amérique latine.

## Sélection de peintures

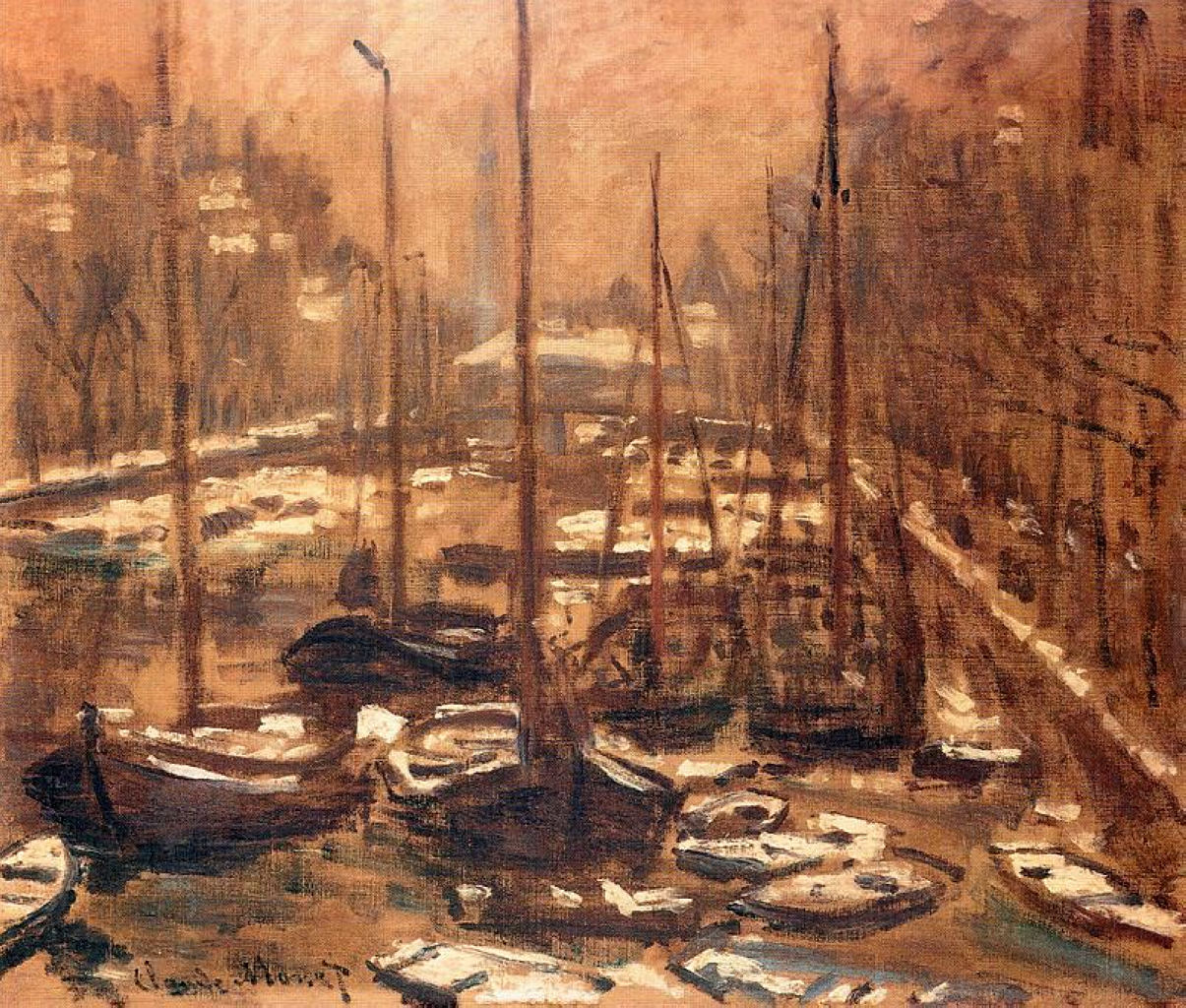
Claude Monet. La Geldersekade à Amsterdam, en hiver, 1871-1874.
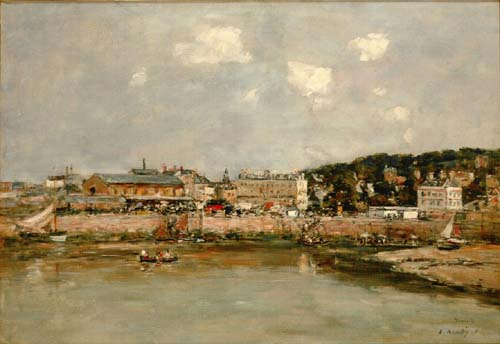
Eugène Boudin. Le port de Trouville, 1884.
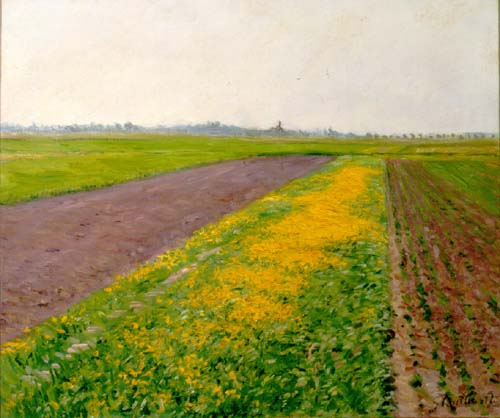
Gustave Caillebotte. La plaine de Gennevilliers, 1884.
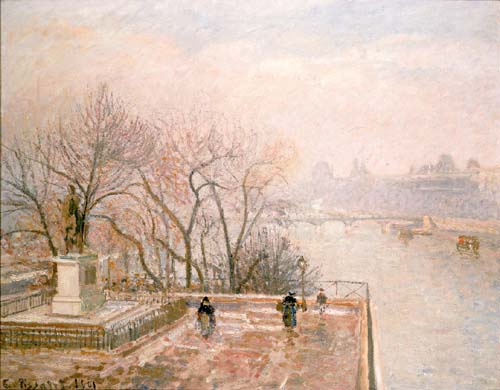
Camille Pissarro. Le Louvre, matin brumeux, 1901.
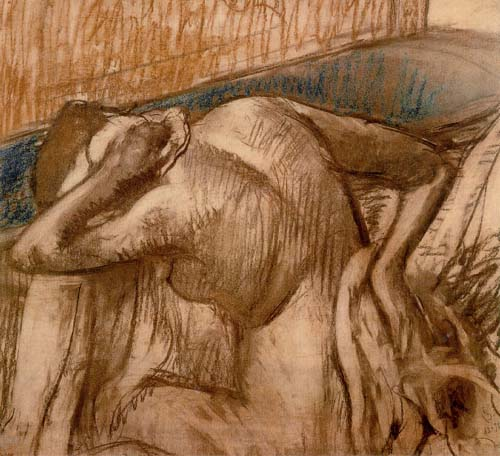
Edgar Degas. Femme dans la salle de bain, 1902.